# Kardinalska imenovanja pape Eugena IV.
Papa Eugen IV. za vrijeme svoga pontifikata (1431. – 1447.) održao je 6 konzistorija na kojemu je imenovao ukupno 27 kardinala.

## Konzistorij 19. rujna 1431. (I.)
1. Francesco Condulmer, nećak Njegove Svetosti, apostolski protonotar
2. Angelotto Fosco, biskup Cave

## Konzistorij 9. kolovoza 1437. (II.)
1. Giovanni Vitelleschi, aleksandrijski naslovni patrijarh, firentinski nadbiskup

## Konzistorij 18. prosinca 1439. (III.)
1. Regnault de Chartres, remski nadbiskup, Francuska
2. Giovanni Berardi, tarentski nadbiskup
3. John Kempe, jorkški nadbiskup, Engleska
4. Niccolò d'Acciapaccio, kapuanski nadbiskup
5. Louis de Luxembourg, ruanski nadbiskup, Francuska, i administrator Elyja, Engleska
6. Giorgio Fieschi, đenovski nadbiskup
7. Izidor Kijevski, rutenski nadbiskup Kijeva
8. Bessarion, grčki nicejski nadbiskup
9. Gerardo Landriani Capitani, biskup Coma
10. Zbigniew z Oleśnicy, krakovski biskup, Poljska
11. António Martins de Chaves, biskup Porta, Portugal
12. Peter von Schaumberg, augsburški biskup, Njemačka
13. Jean Le Jeune, teruanski biskup, Francuska
14. Dénes Szécsi, egerski biskup, Mađarska
15. Guillaume d'Estouteville, izabrani biskup Angersa, Francuska
16. Juan de Torquemada, O.P., meštar Svete palače
17. Alberto Alberti, kamerinski izabran biskup

## Konzistorij 1. srpnja 1440. (IV.)
1. Ludovico Trevisano, akvilejski patrijarh
2. Pietro Barbo, nećak Njegove Svetosti, apostolski protonotar[a]

## Konzistorij 2. svibnja 1444. (V.)
1. Alfonso de Borja, valencijski biskup, Španjolska[b]

## Konzistorij 16. prosinca 1446. (VI.)
1. Enrico Rampini, milanski nadbiskup
2. Tommaso Parentucelli, bolonjski biskup[c]
3. Juan de Carvajal, izabran biskup Plasencije, Španjolska
4. Giovanni de Primis, O.S.B.Cas., opat samostana sv. Pavla izvan zidina, Rim